# بلدة لوغان (كانساس)
بلدة لوغان هي واحدة من اثنتي عشرة بلدة في مقاطعة ألين، كانساس، الولايات المتحدة. اعتبارًا من تعداد 2010، كان عدد سكانها 219.

## روابط خارجية
- مدينة سيتي.كوم